# Leão Focas, o Velho
Leão Focas (em grego: Λέων Φωκᾶς, fl. década de 910) foi um general bizantino do início do século X oriundo do nobre clã dos Focas. Como doméstico das escolas, o comandante-em-chefe do exército bizantino, ele liderou uma grande campanha contra os búlgaros em 917, mas foi derrotado nas batalhas de Anquíalo e Catasirtas.
Ele então tentou tomar o trono do jovem imperador Constantino  VII Porfirogênito (r. 913–959), mas foi ultrapassado pelo grande drungário ("almirante") Romano I Lecapeno, que conseguiu se tornar guardião e, posteriormente, sogro do imperador. Após Lecapeno ter tomado o trono bizantino, Leão liderou uma revolta — também fracassada — e acabou preso e cegado.

## História

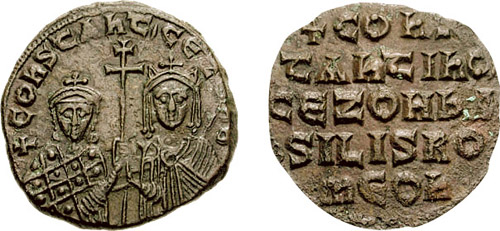
Fólis de r. e Zoé Carbonopsina r.

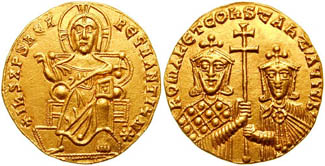
Soldo de r. e r.

Leão era filho de Nicéforo Focas, o Velho, um eminente general bizantino que se distinguiu no sul da península Itálica. Seu irmão, Bardas, que também era um graduado general, assim como os filhos dele, Nicéforo — que se tornaria imperador em 963 — e Leão. Pouco se sabe sobre os primeiros anos de Leão. Durante o final do reinado do imperador Leão VI, o Sábio (r. 886–912), ele se casou com a irmã de Constantino, o Paflagônio, o poderoso paracemomeno, e ascendeu ao posto de doméstico das escolas. Embora pessoalmente corajoso e não sem algum sucesso contra os árabes abássidas no oriente, sua habilidade como general era algo limitada. Steven Runciman atribuiu sua ascensão à sua origem aristocrática e suas conexões familiares com o paracemomeno Constantino.
Durante a regência da imperatriz Zoé Carbonopsina em 913–919, Leão aparece novamente como doméstico das escolas e tendo também a dignidade de magistro. Em 917, ele foi colocado a cargo de uma grande expedição contra os búlgaros. O plano envolvia um assalto em duas frentes, uma vinda do sul pelo exército principal bizantino liderado por Leão Focas e outra, pelo norte, pelos pechenegues, que seriam transportados através do Danúbio pela marinha bizantina sob Romano I Lecapeno. Contudo, os pechenegues não ajudaram os bizantinos, parcialmente por Lecapeno discutir com o líder deles (ou, como sugere Runciman, eles podem ter sido subornados pelos búlgaros) e parcialmente por que eles já haviam iniciado uma onda de saques por conta própria, desconsiderando o plano bizantino. Sem o apoio dos pechenegues e da frota, Focas sofreu uma devastadora derrota pelas mãos do czar Simeão I na Batalha de Anquíalo. O exército imperial foi quase que inteiramente aniquilado e o próprio Focas escapou por pouco. Conforme Simeão marchava para o sul em direção à capital Constantinopla, Focas juntou uma força de fontes disparatadas e tentou brecar o avanço, mas foi novamente derrotado por Simeão, desta vez num ataque surpresa noturno na Batalha de Catasirtas.

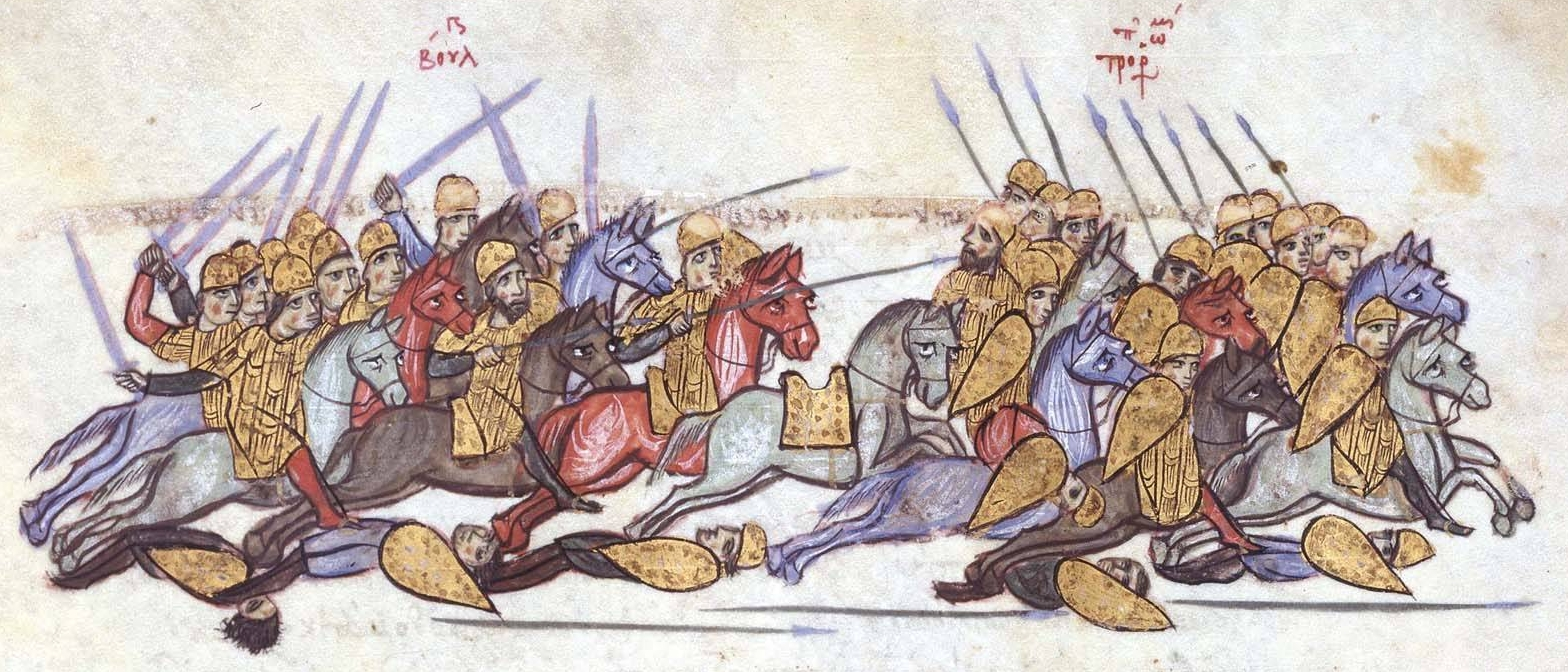
A derrota bizantina na Batalha de Anquíalo.Iluminura no Escilitzes de Madrid.

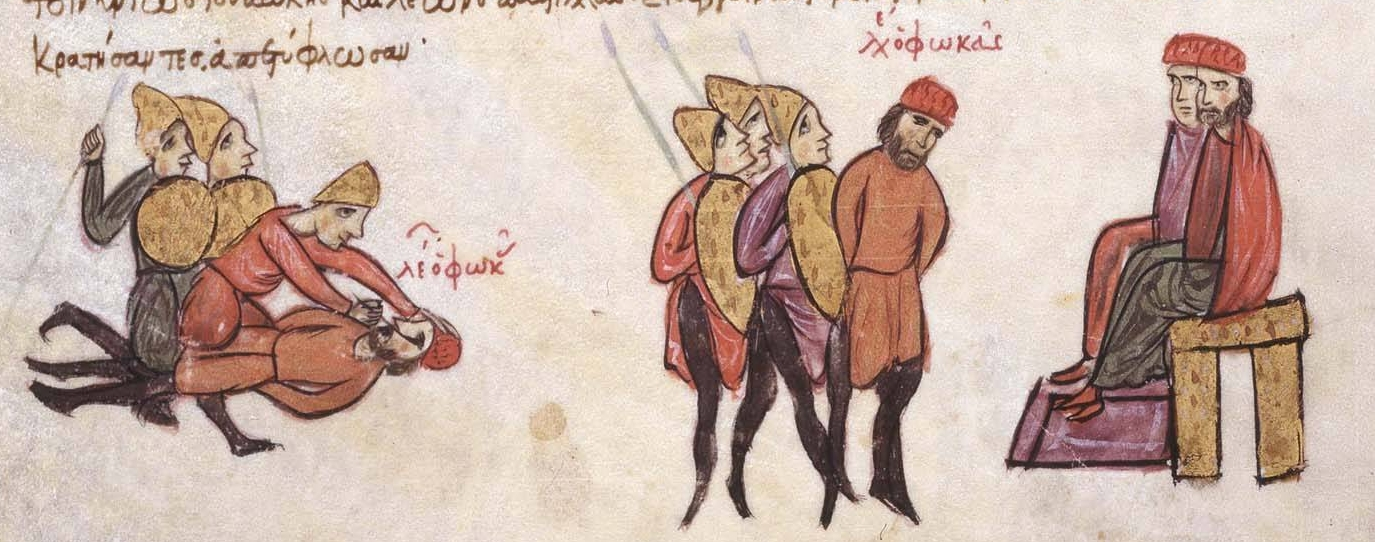
A captura e mutilação de Leão Focas.
Iluminura no Escilitzes de Madrid.

Estes desastres militares enfraqueceram a regência de Zoé e rumores passaram a circular dando conta que Focas, cujo exército remanescente estava acampado do outro lado do Bósforo de frente para Constantinopla, e seu cunhado, Constantino, o Paflagônio, planejavam tomar o trono do jovem imperador Constantino VII Porfirogênito (r. 913–959). De acordo com Runciman, a própria Zoé parece ter planejado se casar com o general para solidificar sua posição. O tutor do imperador, porém, um tal Teodoro, se voltou para Romano Lecapeno; mesmo tendo grande parte da culpa pelo fracasso da campanha búlgara, Romano ainda era muito poderoso, pois sua frota estava intacta e à sua disposição. O paracomomeno Constantino tentou neutralizar essa ameaça desmobilizando a frota, mas foi preso por Lecapeno quando chegou para supervisionar a dispensa das tripulações. Com este golpe, Zoé perdeu completamente o controle da situação e, a pedido de Teodoro, o jovem imperador apontou o patriarca de Constantinopla Nicolau I Místico como regente. O primeiro ato dele foi dispensar Leão Focas de suas funções e substituí-lo por João Garidas 
Leão aparentemente acreditou que Lecapeno, tendo em vista sua origem humilde, jamais poderia ter sucesso em tomar para si o trono imperial. Os eventos mostraram que ele subestimou muito o seu novo aliado: em 25 de março de 919, Lecapeno invadiu o palácio imperial, ocupou-o e assegurou para si os cargos de magistro e comandante da Heteria. Poucas semanas depois, ele casou sua filha Helena com o jovem imperador e assumiu o título de basileopátor, tornando-se assim o efetivo governante do Império Bizantino 
Leão Focas então recebeu uma carta em nome do imperador que sugeria que ele não reagisse aos eventos. Inevitavelmente, o enganado Leão se levantou em revolta, mas falhou em assegurar a lealdade de suas próprias tropas: seus soldados começaram a desertar para o lado do imperador, especialmente após uma carta do jovem Constantino VII, que aclamava Lecapeno como seu protetor e denunciava Leão como rebelde, chegou ao acampamento rebelde e foi lida para os soldados. Leão acabou por ser forçado a fugir, mas foi capturado e cegado pelos agentes do imperador na Bitínia. Após a descoberta de um plano articulado por seus amigos uns poucos meses depois, Focas sofreu a humilhação final, sendo desfilado pelas ruas de Constantinopla no dorso de uma mula. Seu destino depois disso é desconhecido 